# Krîciîlsk, Sarnî
Krîciîlsk (în ucraineană Кричильськ) este localitatea de reședință a comunei Krîciîlsk din raionul Sarnî, regiunea Rivne, Ucraina.

## Demografie
Componența lingvistică a localității Krîciîlsk
     Ucraineană (98,76%)
     Alte limbi (1,07%)
Conform recensământului din 2001, majoritatea populației localității Krîciîlsk era vorbitoare de ucraineană (98,76%), existând în minoritate și vorbitori de alte limbi.